# آجرچین (فیلم ۲۰۲۴)
آجرچین (انگلیسی: The Bricklayer) یک فیلم اکشن و دلهره‌آور آمریکایی محصول سال ۲۰۲۴ به کارگردانی رنی هارلین و نویسندگی هانا ویگ و مت جانسون است که بر اساس رمانی به همین نام از پل لیندسی در سال ۲۰۱۰ با بازی آرون اکهارت، نینا دوبرو، تیم بلیک نلسون، ایلفنش هادرا و کلیفتن کالینز جونیور است.

## داستان
در فیلم «آجرچین»، گروهی از شورشیان سرکش یک اقدام تروریستی با ترتیباتی پیچیده را علیه گروهی از خارجی‌ها اجرا می‌کنند و سعی می‌کنند این اتفاق را به نظر برسانند که سازمان سیا در این ماجرا دست داشته است. در پی این اتفاق ناگوار، سازمان سیا فراخوان می‌دهد تا بهترین عامل خود، ویل، که اکنون بازنشسته شده است، به جمع بیاید و با گذشتهٔ پیچیده خود روبرو شود. او به دنبال افشای یک توطئه بین‌المللی است و …

## تولید
فیلمبرداری در سالونیک، یونان، در مارس ۲۰۲۲ آغاز شد. فیلمبرداری در استودیو فیلمی در بلغارستان و یونان انجام شد.

## انتشار
در ماه مه ۲۰۲۲، گزارش شد که اسکرین مدیا فیلمز حقوق پخش فیلم در آمریکای شمالی را به دست آورده است. با این حال، ورتیکال انترتینمنت در اکتبر ۲۰۲۳ گزارش شد که حقوق را دریافت کرده و در تاریخ ۵ ژانویه ۲۰۲۴ در ایالات متحده منتشر شد.

## بازخوردها
در وب‌سایت جمع‌آوری نقد راتن تومیتوز بر اساس رای ۲۲ نقد منتقد، دارای امتیاز ۵ از ۱۰ می‌باشد.